# Šahovski glasnik
Шаховски гласник (хорв. Šahovski glasnik) — ежемесячный журнал, орган Шахматного союза СФРЮ, затем Хорватии; первое постоянное югославское шахматное издание. ISSN 1331—2901.
Издаётся с 1925 в Загребе; первоначально под названием «Шаховски гласник», с 1953 — как «Югословенски шаховски гласник», затем вновь как «Шаховски гласник». Выходил под редакцией В. Вуковича (1925—1929, 1935—1937, 1946—1947 и 1953—1968), 3. Вейсса, В. Мрденовича и К. Рожича (1930—1934, с перерывами), В. Пирца (1938), Б. Рабара (1948—1952), Д. Маровича (с 1969). В настоящее время ответственный редактор — Иван Жая. В 1939—1945 не издавался.